# Opius curticubitalis
Opius curticubitalis är en stekelart som beskrevs av Fischer 1965. Opius curticubitalis ingår i släktet Opius och familjen bracksteklar. Inga underarter finns listade i Catalogue of Life.